# Râul Valea Anei
Râul Valea Anei este un curs de apă, afluent al râului Chiojdul. 

## Hărți
- Harta Județului Prahova